# Cathédrale de la Très-Sainte-Trinité de Waterford
Cette  cathédrale n’est pas la seule cathédrale de la Sainte-Trinité.
La cathédrale de la Très-Sainte-Trinité (Cathedral of the Most Holy Trinity) de Waterford est une cathédrale catholique irlandaise.
Elle est le siège du diocèse de Waterford et Lismore, créé par fusion en 1363.

## Situation
Elle est située sur Barronstrand Street, dans le centre-ville.

## Historique
Construite par l’architecte local John Roberts en 1793, elle est connue comme la plus ancienne cathédrale catholique des îles britanniques. Elle est construite sur le site d’une ancienne chapelle, bâtie par les catholiques aux moments les plus durs des lois pénales irlandaises.

## Galerie

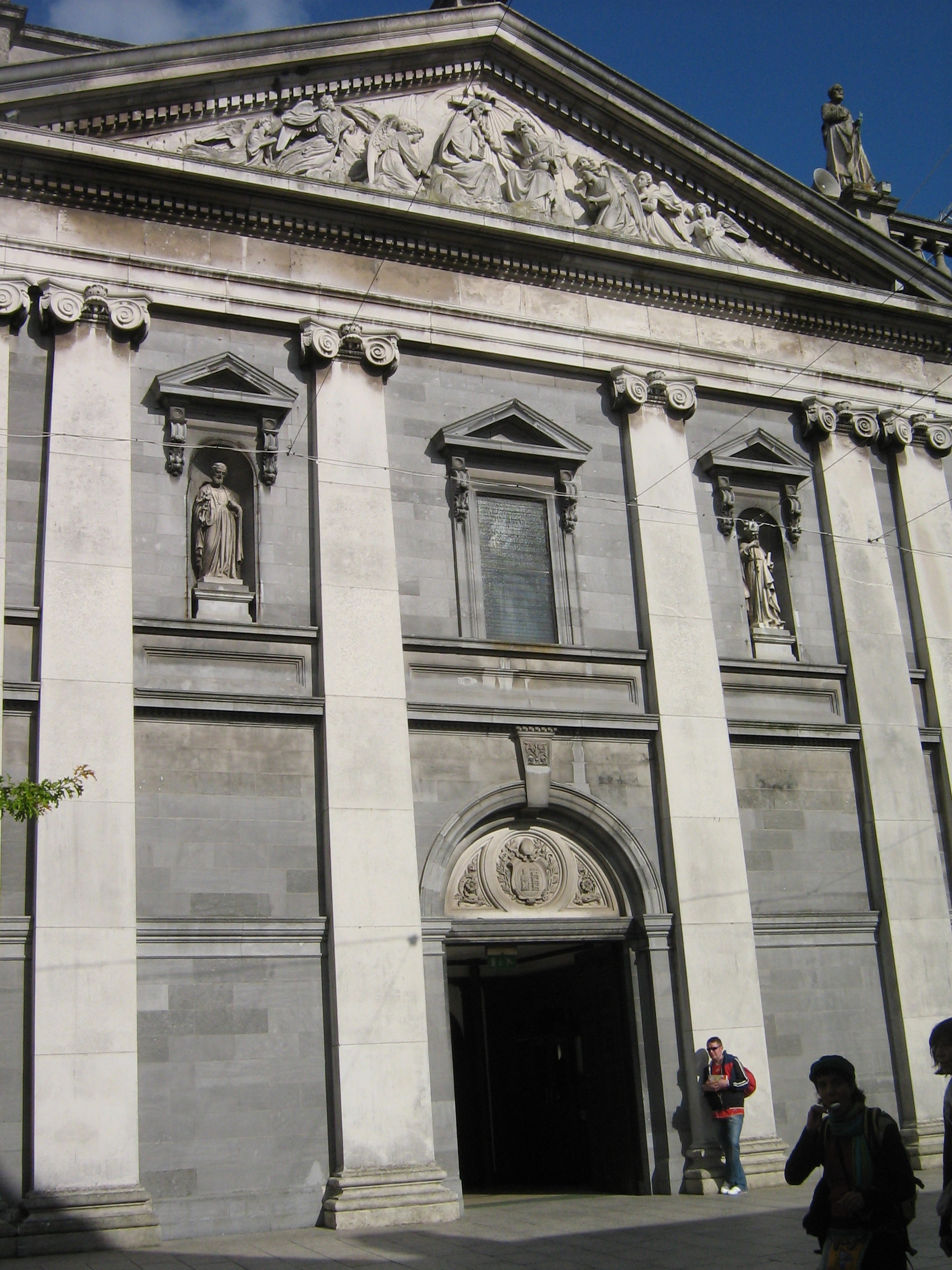
La façade de la cathédrale.
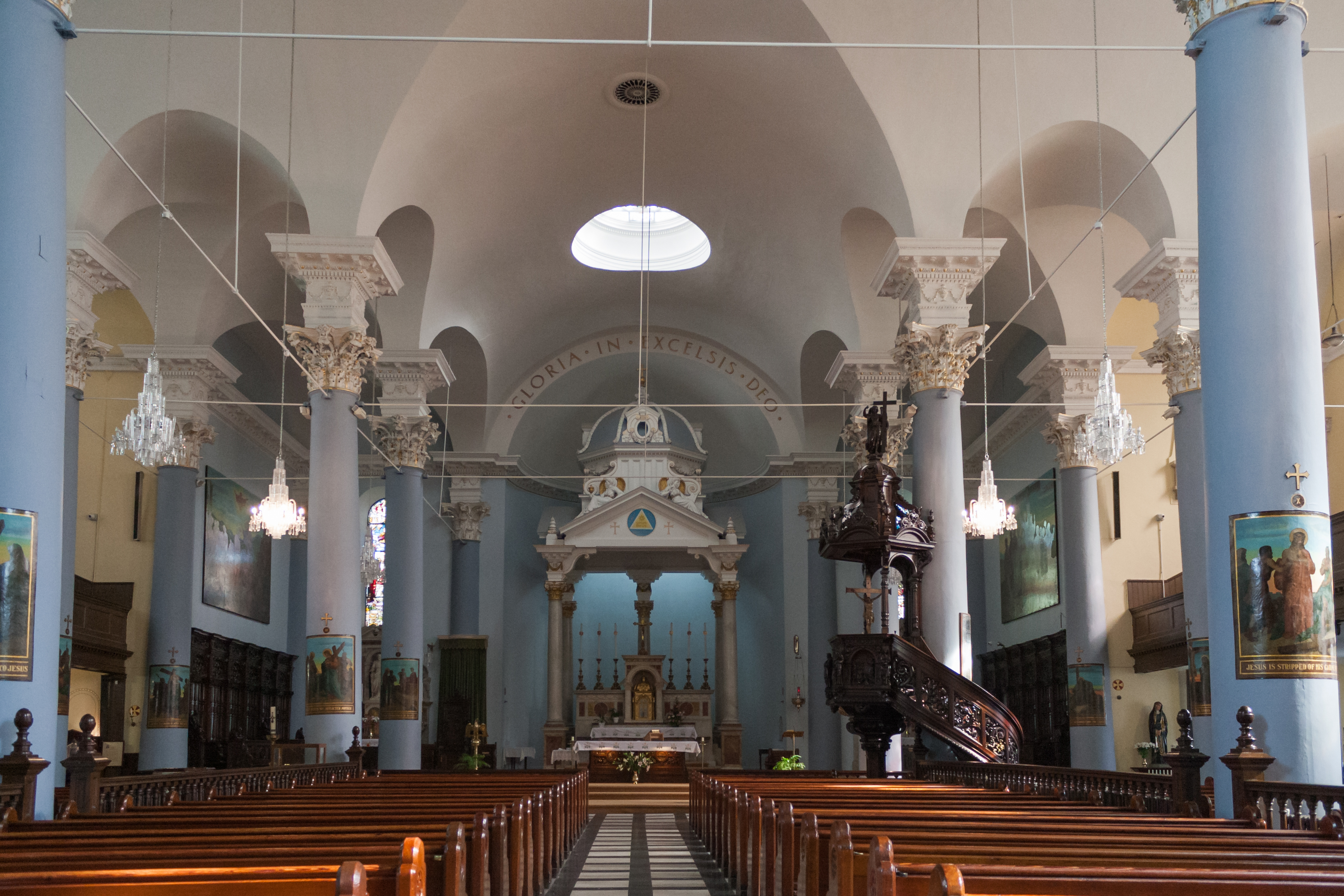
La nef vers le maître-autel.

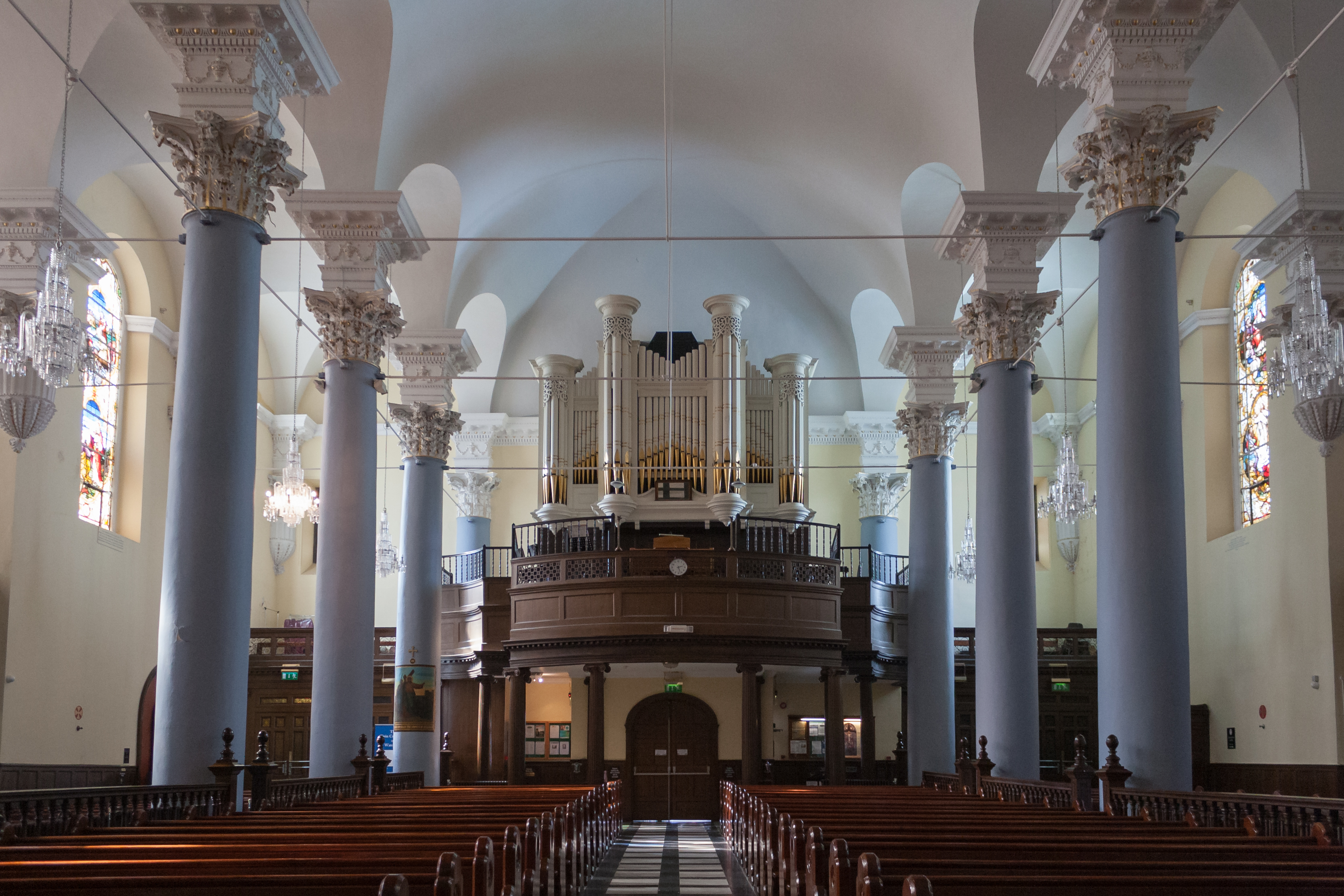
La nef vers l'orgue.
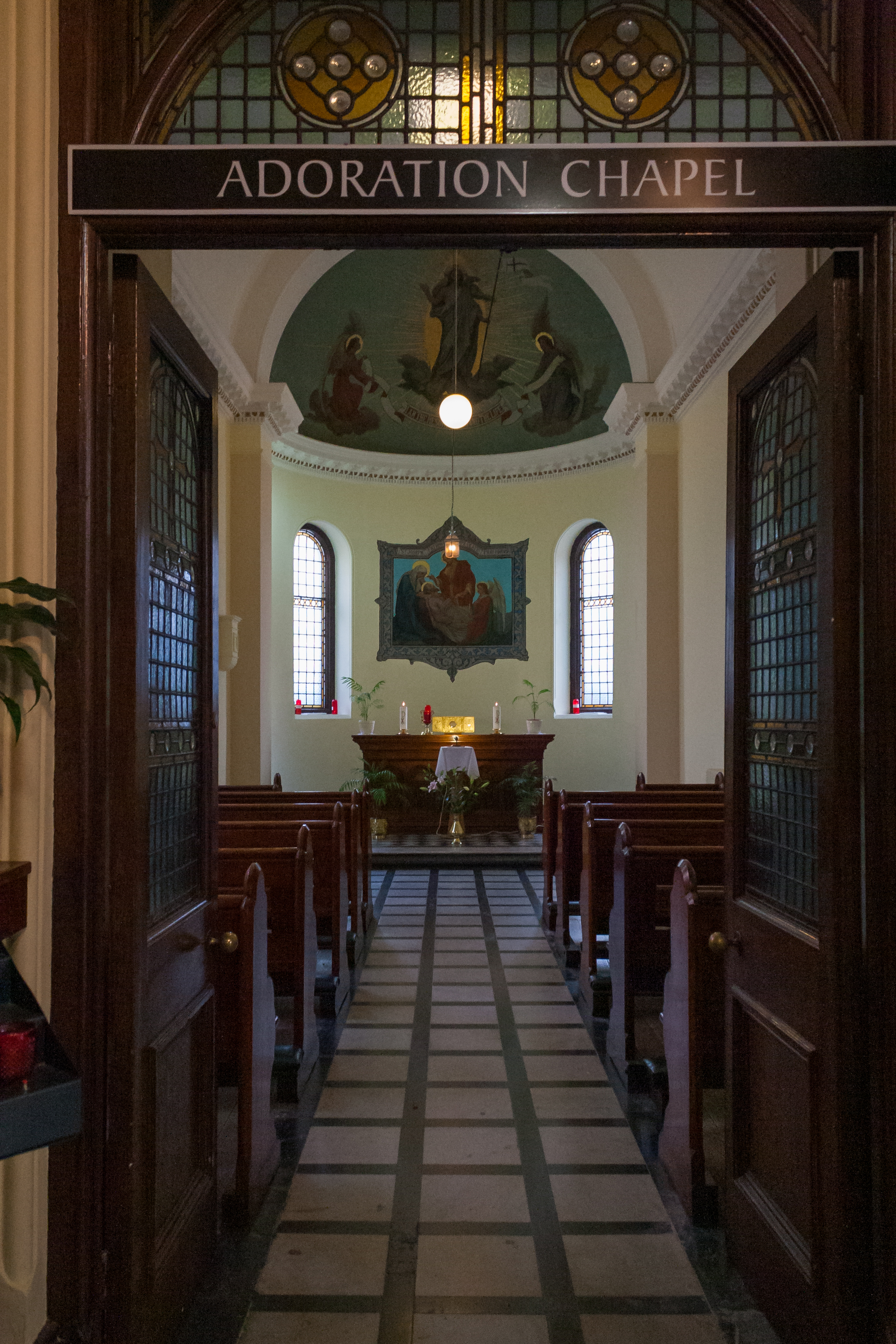
La chapelle de l'Adoration.

## Source
- (en) Cet article est partiellement ou en totalité issu de l’article de Wikipédia en anglais intitulé « Cathedral of the Most Holy Trinity, Waterford » (voir la liste des auteurs).